# Tikuna atramentum
Tikuna atramentum är en dagsländeart som först beskrevs av Jay R. Traver 1947.  Tikuna atramentum ingår i släktet Tikuna och familjen starrdagsländor. Inga underarter finns listade i Catalogue of Life.